# 路易 (藝人)
路易（1978年12月7日—），中國大陸模特兒、主持人，1996年簽約新絲路模特經紀公司，1997年就读上海戏剧学院主持人专业，2002年加盟Channel V任VJ。

## 獎項
1996年4月，中华模特之星大赛，第四名。

1996年8月，上海国际模特大赛全国选拔赛，第四名。

1997年，第五届新丝路中国模特大赛，冠军、最佳企业形象奖。

1997年9月，法国世界超级模特大赛，最佳天桥表演奖。

## 廣告代言
- MNG/MANGO代言[4]

## 主持
Channel V
- 《音樂飆榜》
- 《V接客》
- 《勁爆點》